# Vinzenz Dittrich
Vinzenz Dittrich (Vienna, 23 febbraio 1893 – Vienna, 25 gennaio 1965) è stato un allenatore di calcio e calciatore austriaco, di ruolo difensore.

## Carriera

### Giocatore

#### Club
Ha esordito nel Rapid Vienna nel 1912, nella prima divisione austriaca. Nella sua prima stagione ha giocato 5 partite, vincendo anche il campionato; nella stagione seguente gioca invece 13 partite di campionato, nelle quali mette anche a segno 6 reti. Tra il 1914 ed il 1916 è in rosa col Rapid Vienna, senza però giocarvi ulteriori partite. Torna a scendere in campo nella stagione 1916-1917, nel corso della quale vince un altro campionato, nel quale segna 2 reti e gioca 16 delle 18 partite in programma. L'anno seguente segna invece 4 gol in 16 presenze.
È stabilmente titolare della squadra biancoverde anche nel corso della stagione 1918-1919, nella quale oltre a vincere un altro campionato (16 presenze e 4 reti anche in questa stagione) vince per la prima volta in carriera la Coppa d'Austria; nella stagione 1919-1920 disputa 20 partite su 22 in campionato (segnandovi anche 2 gol) e vince sia il campionato stesso (il suo quinto in carriera) che la seconda Coppa d'Austria consecutiva; è tra i punti fermi della squadra della capitale austriaca anche per la stagione 1920-1921, nella quale vince il suo sesto campionato in carriera, giocandovi 21 partite su 24. Rimane in squadra per altre 4 stagioni consecutive, nelle quali pur disputando un buon numero di presenze (44, con anche un gol segnato) non gioca più regolarmente da titolare, riuscendo comunque a vincere un altro campionato, il 1922-1923.
Nel 1925 lascia il Rapid Vienna, dopo 13 anni nei quali ha segnato 19 reti (tutte in campionato) in 161 presenze in partite ufficiali (151 nella prima divisione austriaca e 10 in Coppa d'Austria). Dal 1925 al 1930 gioca con l'Hertha Vienna, con cui nell'arco di 5 anni disputa altri 2 campionati in massima serie (il 1925-1926, il 1927-1928, il 1928-1929 ed il 1929-1930), 2 dei quali (il 1925-1926 ed il 1929-1930) terminati all'ultimo posto in classifica e con la retrocessione in seconda divisione, oltre ad un ulteriore campionato (il 1926-1927) in seconda divisione, concluso con la promozione in prima divisione.

#### Nazionale
Ha giocato la sua prima partita in nazionale nel 1913; tra il 1914 ed il 1917 ha poi giocato altre 8 partite, nelle quali ha anche segnato un gol. Dopo la fine della prima guerra mondiale ha giocato altre 7 partite con la nazionale austriaca, per un totale di 16 presenze ed un gol.

### Allenatore
Ha iniziato la carriera da allenatore subito dopo la fine di quella da calciatore, nel 1930; in particolare, la sua prima esperienza da allenatore è sulla panchina della nazionale lituana, che allena dal 1930 al 1931, vincendo anche l'edizione del 1930 della Coppa del Baltico. In seguito torna in patria, a Vienna, dove dal 1931 al 1933 allena l'Hakoah Vienna, nella prima divisione austriaca, nella quale nei campionati 1931-1932 e 1932-1933 ottiene 2 piazzamenti a metà classifica.
Nel 1933 si trasferisce in Francia, per allenare l'Olympique Marsiglia; rimane al club transalpino per due stagioni consecutive: nella stagione 1933-1934 termina il campionato al terzo posto in classifica, ma ad un solo punto di distacco dal Sète campione di Francia; nella stagione 1934-1935 termina invece il campionato al nono posto in classifica, ma in compenso vince la Coppa di Francia, competizione nella quale l'anno precedente aveva perso la finale. in due anni all'Olympique Marsiglia ha un bilancio totale di 28 vittorie, 8 pareggi e 20 sconfitte nella prima divisione francese e di 14 vittorie, un pareggio ed una sconfitta in Coppa di Francia.
Nel 1935 lascia la Francia e va ad allenare il DSV Saaz, in Cecoslovacchia; nella stagione 1935-1936 il club gioca il primo ed unico campionato della sua storia nella massima serie cecoslovacca, terminandolo all'ultimo posto in classifica. A fine anno Dittrich lascia quindi la squadra, per andare in Svizzera, a Basilea, ad allenare il Nordstern, nella prima divisione elvetica: con i rossoneri nella stagione 1936-1937 arriva decimo in classifica in campionato, ottenendo quindi la salvezza. Nella stagione 1937-1938 è nuovamente in Francia, al Mulhouse, con cui ottiene un piazzamento a metà classifica nella seconda divisione francese (arriva infatti quarto nel gruppo Est, per poi chiudere al quindicesimo posto in classifica nel gruppo per la promozione in prima divisione); dal 1938 al 1940 è poi in Germania, all'Hamborn. Nel 1940 allena per un breve periodo lo Slovan Bratislava.
Dopo la fine della seconda guerra mondiale riprende ad allenare: dal 1945 al 1947 allena infatti lo Schwechat, nella seconda divisione austriaca, campionato che nella stagione 1946-1947 conclude con la conquista di un secondo posto in classifica; dal 1947 al 1949 è invece allenatore del Wr. Neustädter, in prima divisione. Infine, termina la carriera da allenatore negli anni cinquanta, allenando la nazionale siriana.

## Palmarès

### Giocatore

#### Competizioni nazionali
- Campionato austriaco: 7

Rapid Vienna: 1912-1913, 1915-1916, 1916-1917, 1918-1919, 1919-1920, 1920-1921, 1922-1923
- Coppa d'Austria: 2

Rapid Vienna: 1918-1919, 1919-1920

### Allenatore

#### Competizioni nazionali
- Coppa di Francia: 1

Olympique Marsiglia: 1934-1935

#### Nazionale
- Coppa del Baltico: 1

Lituania: 1930